# Centromerus chappuisi
Centromerus chappuisi är en spindelart som beskrevs av Fage 1931. Centromerus chappuisi ingår i släktet Centromerus och familjen täckvävarspindlar.
Artens utbredningsområde är Rumänien. Inga underarter finns listade i Catalogue of Life.